# Giovanni Sartori
Giovanni Sartori (Florença, 13 de maio de 1924 – 4 de abril de 2017) foi um cientista político italiano especializado no estudo da política comparada. Sua obra mais destacada é Teoria da democracia.
Em 1946 se licenciou em Ciências Sociais na Universidade de Florença. Enquanto docente de Filosofia Moderna, Lógica e Doutrina de Estado impulsionou a criação da primeira Faculdade de Ciências Políticas na Itália, a Cesare Alfieri. Em 1971 fundou a Revista Italiana di Scienza Politica.
Sartori contribuiu em distintas vertentes da teoria democrática, como na dos sistemas partidários  e da engenharia constitucional. Em particular, ele tem afirmado que os sistemas partidários não deveriam ser classificados em função de um critério exclusivamente numérico, mas segundo sua estrutura interna, introduzindo o conceito de partido relevante. 
É o autor da expressão "liberismo", com a intenção de designar a doutrina económica liberal, buscando distinguir entre o social-liberalismo, que como ideologia política admitia frequentemente uma ampla intervenção do governo na economia e a teoria econômica liberal, que propõe sua eliminação. Na Itália, o liberismo é identificado com as ideias políticas e econômicas de Gaetano Mosca, Luigi Einaudi e Bruno Leoni, e internacionalmente os seus expoentes são os economistas da chamada escola de Viena, tais como Ludwig von Mises e Friedrich von Hayek ou da escola de Chicago, como Milton Friedman.
É comendador da Ordem do Cruzeiro do Sul, título que lhe foi conferido pelo governo do  Brasil, em 1999.
Morreu em 4 de abril de 2017, aos 92 anos, de complicações respiratórias.